# Zimowe Igrzyska Azjatyckie 2007
VI Zimowe Igrzyska Azjatyckie odbywały się od 28 stycznia do 4 lutego 2007 w Changchun, Chiny. Chiny już po raz drugi organizowały Zimowe Igrzyska Azjatyckie, pierwszy raz w 1996 w Harbin.

## Logo
Logo Zimowych Igrzysk Azjatyckich 2007 to dwa chińskie wykaligrafowane znaki. Niebieski, w kształcie litery C, symbolizował pierwszą literę nazwy miasta Changchun oraz jego cechy charakterystyczne, jako "miasto lodu i śniegu" oraz "miasto nauki i technologii". Drugi, zielony znak, symbolizował pokój ("najpierw przyjaźń, później współzawodnictwo") oraz cechy "miasto wiosny za Wielkim Murem Chińskim" i "miasto lasów". Całe logo obrazowało "zmiany każdego dnia", a także "jastrzębia udającego się do rozległych przestworzy".

## Maskotka
Maskotką Zimowych Igrzysk Azjatyckich 2007 była Lulu, jeleń wschodni, widywany w okolicach Changchun.

## Dyscypliny
Rozegrano zawody w 47 konkurencjach, w 10 dyscyplinach. Przywrócono łyżwiarstwo figurowe; do programu Igrzysk dodano narciarstwo dowolne.
- biathlon
- biegi narciarskie
- curling
- hokej na lodzie
- łyżwiarstwo figurowe
- łyżwiarstwo szybkie
- narciarstwo alpejskie
- narciarstwo dowolne
- short track
- snowboarding

## Państwa biorące udział w VI Zimowych Igrzyskach Azjatyckich[1]
| - Afganistan (3) - Chiny (159) - Hongkong (26) - Indie (5) - Iran (14) - Jordania (3) - Japonia (112) - Kazachstan (104) - Kirgistan (5) | - Korea Południowa (118) - Kuwejt (22) - Liban (3) - Makau (26) - Malezja (21) - Mongolia (23) - Nepal (2) - Pakistan (7) - Filipiny (5) | - Palestyna (1) - Korea Północna (66) - Tajlandia (23) - Tadżykistan (3) - Turkmenistan (1) - Chińskie Tajpej (14) - Zjednoczone Emiraty Arabskie (19) - Uzbekistan (11) |

Delegacje:
| - Bangladesz - Bhutan - Baszkortostan - Brunei - Kambodża - Indie - Irak* | - Arabia Saudyjska - Laos - Malediwy - Birma - Oman - Katar | - Singapur - Sri Lanka - Syria - Timor Wschodni - Wietnam - Jemen |

*Irak nie występuje na listach państw uczestniczących na stronie VI Zimowych Igrzysk Azjatyckich. Były też wiadomości przed samymi zawodami o tym, że Irak nie będzie w stanie wysłać delegatury.

## Areny zmagań
- Beida Lake Skiing Resort - biathlon, narciarstwo alpejskie, narciarstwo dowolne, snowboarding
- Changchun Wuhuan Gymnasium - ceremonia otwarcia i zamknięcia, łyżwiarstwo figurowe, short track
- Changchun Municipal Skating Rink - curling
- Fu’ao Ice Skating Rink - hokej mężczyzn
- Jilin Province Skating Gymnasium - hokej kobiet
- Jilin Province Speed Skating Gymnasium - łyżwiarstwo szybkie

## Tabela medalowa
| #  | Reprezentacja    | Złoto | Srebro | Brąz | Razem |
| -- | ---------------- | ----- | ------ | ---- | ----- |
| 1. | Chiny            | 15    | 10     | 11   | 36    |
| 2. | Japonia          | 13    | 9      | 14   | 36    |
| 3. | Korea Południowa | 9     | 13     | 11   | 33    |
| 4. | Kazachstan       | 6     | 6      | 6    | 18    |
| 5. | Mongolia         | 0     | 0      | 1    | 1     |
| 5. | Uzbekistan       | 0     | 0      | 1    | 1     |

(Kraj organizujący Igrzyska wyróżniony.)